# Cecropia ficifolia
Cecropia ficifolia är en nässelväxtart som beskrevs av Otto Warburg. Cecropia ficifolia ingår i släktet Cecropia och familjen nässelväxter. Inga underarter finns listade i Catalogue of Life.